# 皮肤感染
皮肤感染（英语：Skin infection）是指人类或其他动物的皮肤受到感染。皮肤感染不仅会影响皮肤，它还会影响相关的软组织，例如蜂窝组织和黏膜。皮肤感染包括一类称为皮肤和皮肤结构感染（SSSI）（也称为皮肤和软组织感染（SSTI）或急性细菌性SSSI（ABSSSI））的感染。皮肤感染不同于皮炎（发生在皮肤的炎症），虽然皮肤感染可能导致皮炎。

## 成因

### 细菌

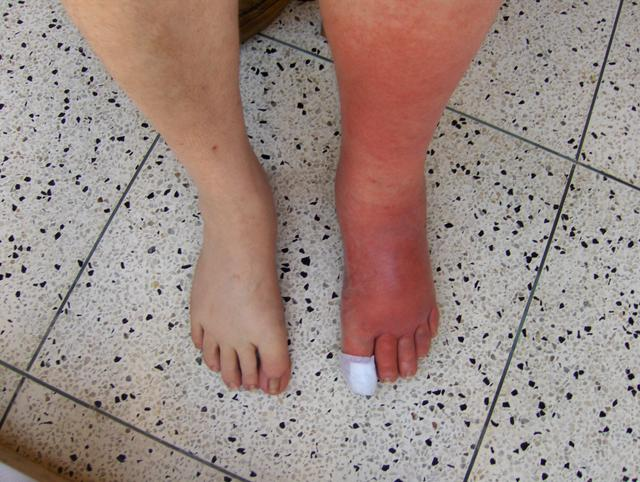
蜂窝组织炎示例，左腿3+水肿

2013年，细菌性皮肤感染影响了约1.55亿人，而其中蜂窝组织炎约有6亿人感染。常见的细菌性皮肤感染包括：
- 蜂窝组织炎是结缔组织的弥漫性炎症，伴有真皮层和皮下组织层的严重炎症。[7]此外，根据最可能的致病因素和症状表现，可以将蜂窝组织炎分为化脓性和非化脓性蜂窝组织炎。[8]化脓性蜂窝组织炎通常由金黄色葡萄球菌引起，包括甲氧西林敏感金黄色葡萄球菌（MSSA）和耐甲氧西林金黄色葡萄球菌（MRSA）。[8][7]而非化脓性蜂窝组织炎常由A组β溶血性的链球菌引起，例如化脓性链球菌。[8][7]在极少数情况下，感染会发展为坏死性筋膜炎，这是一种严重且可能致命的感染。[9]
- 丹毒是一种细菌感染，主要影响浅表真皮，并且通常涉及浅表淋巴管。[10]与蜂窝组织炎不同，它不会影响更深层的皮肤。它主要由A组β溶血性的链球菌引起，化脓性链球菌是最常见的病原体。[10]
- 毛囊炎是一种皮肤病，患者位于真皮层的毛囊受到感染和发炎。它主要是由细菌感染引起的，尤其是金黄色葡萄球菌，可导致浅表细菌性毛囊炎。[11]毛囊炎的其他致病因子包括真菌（最常见的是马拉色菌属里的物种）、病毒（例如单纯疱疹病毒）和螨虫（蠕形螨属里的物种）。[11][12]
- 脓痂疹是一种高度传染性的ABSSSI，在学龄前儿童中很常见，主要由金黄色葡萄球菌和化脓性链球菌这两种病原体引起。[13][14]脓痂疹具有特征性外观，在口、鼻和下巴周围出现黄色（蜂蜜色）结痂病变。[15]据估计，在任何时间，全球会有至少1.4亿人感染此病。[15]脓痂疹可进一步分为大疱性和非大疱性形式。[15][16]非大疱性脓痂疹是最常见的形式，约占确诊病例的70%。[15]其余30%的病例呈大疱性形式，主要由金黄色葡萄球菌引起。[15][17]在极少数情况下，大疱性脓痂疹会扩散并导致葡萄球菌皮肤烫伤样综合征（SSSS），这是一种可能危及生命的感染。[17]

### 真菌
真菌性皮肤感染可能表现为皮肤、毛发或指甲的浅表或深层感染。足菌肿是一大类真菌感染，其特征是起源于足部的皮肤和皮下组织。如果没有及时进行适当地治疗，足菌肿感染可以扩展到更深的组织，如骨骼和关节，导致骨髓炎。广泛的骨髓炎可能需要手术切除骨甚至下肢截肢。截止至2010年，它们影响了全球约10亿人。常见的真菌性皮肤感染包括：
- 皮肤癣菌病，也称为癣，是由几种不同种类的真菌引起的皮肤浅表真菌感染。引起人类皮肤感染的真菌属包括毛癣菌属、表皮癣菌属和小孢癣菌属。[21]虽然皮肤癣菌病是世界范围内相当常见的真菌性皮肤感染，但它在湿度和环境温度高的地区更为普遍。[21]据估计，全世界大约20至25%的人受到浅表真菌感染的影响，其中皮肤癣菌病占主导地位。[22]
- 口腔念珠菌病，通常称为鹅口疮，是一种主要由白色念珠菌引起的真菌感染，它主要影响口腔和舌头的黏膜。[23]白色念珠菌约占口腔念珠菌病病例的95%。[23]这种真菌是正常口腔菌群的一部分，只有当宿主免疫系统和微生物群屏障受损时才会引起感染，从而为白色念珠菌提供过度生长的机会。[24]据估计，全世界每年约有200万人受到口腔念珠菌病的影响。[25]
- 甲癣是一种真菌感染，主要影响脚趾甲。[26]两种最常见的甲癣病原体是须癣毛癣菌和红色毛癣菌。[26]常见的体征和症状包括指甲变色和增厚、指甲与甲床分离以及指甲变脆。[27]在北美，甲癣的患病率在8.7%到13.8%之间。[27]

### 寄生虫
寄生虫性皮肤感染是由几个生物门引起的，包括环节动物门、节肢动物门、外肛动物门、脊索动物门、刺胞动物门、蓝藻门、棘皮动物门、线虫动物门、扁形动物门和原生动物门。

### 病毒
这些强制性的细胞内制剂引起的与病毒有关的皮肤病源于DNA和RNA病毒。常见的病毒性皮肤感染包括：
- 疣是由人类乳头瘤病毒（HPV）引起的良性增生性皮肤病变。[30][31]疣的形状、大小、外观和它们出现在身体上的位置各不相同。例如，跖疣发生在脚底，看起来像厚厚的老茧。[30][32]其他类型的疣包括尖锐湿疣、扁平疣、鑲工疣和甲周疣。[30]常见的治疗选择包括水杨酸和液氮冷冻疗法。[30]
- 水痘是一种由水痘带状疱疹病毒（VZV）引起的高度传染性皮肤病。[33]它的特征是瘙痒性水疱样皮疹，可能覆盖全身，并且会影响所有年龄组。[33][34]在缺乏足够免疫计划的国家，水痘的发病率更高。据估计，2014年全球需要住院治疗的严重水痘感染病例约为420万。[35]
- 发疹性水疱性口腔炎（HFMD）也称手足口症，是一种常见的、通常具有自限性的病毒性疾病，通常影响婴儿和儿童，但也可能发生在成人身上。[36]其特征是手掌、脚底和嘴巴周围出现低烧和斑丘疹。[36][37]它是由人类肠道病毒和克沙奇病毒引起的，是一种阳性单链RNA病毒。[36][37]